# Colette Brosset
Pour les articles homonymes, voir Brosset.
Colette Brosset est une actrice et scénariste française, née le 21 février 1922 dans le 9e arrondissement de Paris et morte le 1er mars 2007 dans le 14e arrondissement de Paris. Fondatrice avec son compagnon et metteur en scène français Robert Dhéry et membre de la troupe Les Branquignols, elle se spécialise dès les années 1950, dans des rôles plutôt légers et humoristiques. On retient notamment ses apparitions dans Branquignol (1949), Ah ! les belles bacchantes (1954), La Belle Américaine (1961), Allez France ! (1964), La Grande Vadrouille (1966) et Le Petit Baigneur (1967).

## Biographie
Fille de Daniel Léon Michel Brossé et de Marcelle Marie Marthe Jambu, Colette Marie Claudette Brossé fonde la troupe de comédiens Les Branquignols avec son époux, le réalisateur et acteur, Robert Dhéry.
Colette Brosset partage ainsi l'affiche avec de futurs prestigieux compagnons, Louis de Funès, Jean Lefebvre, Jean Carmet, Jacqueline Maillan, Pierre Tornade, Francis Blanche, Annette Poivre, Micheline Dax ou Michel Serrault, avec lesquels elle fait les belles heures théâtrales, radiophoniques et cinématographiques de la comédie française.
C'est au cinéma, dans des comédies où, accompagnée de son mari, elle remporte ses plus grands succès : Branquignol en 1949, Vos gueules, les mouettes ! en 1974, La Belle Américaine en 1961, ou Allez France ! en 1964. La Grande Vadrouille, en 1966, couronne une carrière déjà bien remplie, avant, l'année suivante, de participer à l'écriture du film Le Petit Baigneur, réalisé par Robert Dhéry.
Elle a été danseuse classique, chorégraphe, notamment pour les films  Ah ! les belles bacchantes de Jean Loubignac (1954), et Le Grand Restaurant, de Jacques Besnard (1966).
Oubliée à la fin des années 1970, elle montera pourtant une dernière fois sur les planches en 2004, peu de temps avant le décès de son époux. Colette Brosset s'éteint à l'âge de 85 ans, elle est inhumée à Héry dans l'Yonne aux côtés de Robert Dhéry.
Elle est la mère de la psychanalyste Catherine Mathelin-Vanier.

## Filmographie
- 1937 : Un coup de rouge de Gaston Roudès
- 1939 : Thérèse Martin de Maurice de Canonge
- 1946 : Étoile sans lumière de Marcel Blistène : Lulu
- 1946 : Master Love de Robert Péguy : Marie
- 1947 : En êtes-vous bien sûr? de Jacques Houssin
- 1948 : Les Aventures des Pieds-Nickelés de Marcel Aboulker : Irène
- 1949 : Je n'aime que toi de Pierre Montazel : Monrival, la secrétaire
- 1949 : Branquignol de Robert Dhéry : Caroline
- 1951 : Bertrand cœur de lion de Robert Dhéry : Anne
- 1952 : L'amour n'est pas un péché de Claude Cariven : Éliane Cahuzac
- 1954 : Ah ! les belles bacchantes de Jean Loubignac (également chorégraphe) : Colette Brosset, jeune danseuse cherchant un emploi
- 1961 : La Belle Américaine de Robert Dhéry : Paulette Perrignon
- 1964 : Allez France ! de Robert Dhéry (également coscénariste) : Lady Yvette Brisburn, dite "Vévette"
- 1965 : La Communale de Jean L'Hôte : l'institutrice
- 1966 : Paris brûle-t-il? de René Clément :  Mme Beuvrat (non créditée)[3]
- 1966 : La Grande Vadrouille de Gérard Oury : Germaine la patronne de l'hôtel réquisitionné
- 1967 : Le Petit Baigneur de Robert Dhéry (également coscénariste) : Charlotte Castagnier
- 1970 : Trois hommes sur un cheval de Marcel Moussy : Kiki
- 1971 : La Coqueluche de Christian-Paul Arrighi
- 1974 : Vos gueules, les mouettes ! de Robert Dhéry (également coscénariste) : Annick Kenavec
- 1979 : La Gueule de l'autre de Pierre Tchernia
- 1987 : Qui c'est ce garçon ? de Nadine Trintignant (mini-série télévisée)
- 1988 : Le Manteau de saint Martin de Gilles Béhat (téléfilm)

## Théâtre
- 1942 : Père d'Édouard Bourdet, Théâtre de la Michodière
- 1948 : Les Branquignols : lyrics Francis Blanche, musique Gérard Calvi, premier spectacle au Théâtre La Bruyère
- 1951 : Du-Gu-Du, spectacle des Branquignols au Théâtre La Bruyère, texte André Frédérique, musique Gérard Calvi
- 1952 : Bouboute et Sélection de Robert Dhéry, mise en scène Robert Dhéry, Théâtre Vernet
- 1953 : Ah ! les belles bacchantes de Robert Dhéry, Francis Blanche et Gérard Calvi, mise en scène Robert Dhéry, Théâtre Daunou
- 1955 : Voulez-vous jouer avec moâ ? de Marcel Achard, mise en scène André Villiers, Théâtre en Rond
- 1957 : Pommes à l'anglaise de Robert Dhéry, Colette Brosset, musique Gérard Calvi, Théâtre de Paris
- 1962 : La Grosse Valse de Robert Dhéry, mise en scène de l’auteur, Théâtre des Variétés
- 1964 : Machin-Chouette de Marcel Achard, mise en scène Jean Meyer, Théâtre Antoine
- 1969 : Trois Hommes sur un cheval de Marcel Moussy, d'après la comédie de John Cecil Holm (en) et George Abbott, mise en scène Pierre Mondy, Théâtre Antoine
- 1972 : Les Branquignols de et mise en scène Robert Dhéry, Théâtre La Bruyère
- 1974 : Les Branquignols de et mise en scène Robert Dhéry, Théâtre Montansier
- 1974 : Le Petit Fils du Cheik de et mise en scène Robert Dhéry & Colette Brosset, Théâtre des Bouffes-Parisiens
- 1975 : Les Branquignols de et mise en scène Robert Dhéry, Théâtre La Bruyère
- 1976 : Monsieur Chasse ! de Georges Feydeau, mise en scène Robert Dhéry, Théâtre de l'Atelier
- 1976 : L'avenir est dans les œufs d'Eugène Ionesco, mise en scène Lucian Pintilie, Théâtre de la Ville
- 1977 : Jacques ou la soumission d’ Eugène Ionesco, mise en scène Lucian Pintilie, Théâtre de la Ville
- 1982 : En sourdine… les sardines ! de Michael Frayn, mise en scène Robert Dhéry, Théâtre des Bouffes-Parisiens
- 1986 : La Mienne s'appelait Régine de Pierre Rey, mise en scène Armand Delcampe, Théâtre de l'Œuvre

## Chorégraphe
- 1966 : Le Grand Restaurant de Jacques Besnard
- 1970 : L'Amour masqué de Sacha Guitry et André Messager, mise en scène de Jean-Pierre Grenier, Théâtre du Palais-Royal (Paris) avec Jean Marais
- 1972 : Le Plaisir conjugal d'Albert Husson, mise en scène Robert Manuel,   Théâtre de la Madeleine